# Berufsfachschule (Deutschland)
Die Berufsfachschulen sind Einrichtungen der beruflichen Ausbildung. Für ihren Besuch wird keine Berufsausbildung oder berufliche Tätigkeit vorausgesetzt. Im Schuljahr 2009/10 gab es in Deutschland 2.523 Berufsfachschulen mit insgesamt 23.559 Klassen; im Schuljahr 2018/2019 waren es 2.292 Schulen mit 20.652 Klassen.

## Bildungsgänge der Berufsfachschule
Die Bildungsgänge dauern in Vollzeitform (Regelform) ein bis drei Jahre, in Teilzeitform entsprechend länger. An Berufsfachschulen werden teilqualifizierende Bildungsgänge, die einen Teil der Berufsausbildung (zum Beispiel berufliche Grundbildung) vermitteln, sowie vollqualifizierende Bildungsgänge mit Berufsabschluss angeboten. Die Bildungsgänge der Berufsfachschule sind in einer Rahmenvereinbarung über die Berufsfachschulen der Kultusministerkonferenz geregelt.

### Mit Berufsabschluss

#### Nach Bundesrecht

##### Schulische Ausbildungsberufe
Die Ausbildung in diesen Bildungsgängen vermittelt die erforderlichen Qualifikationen zur Ausübung eines anerkannten Ausbildungsberufes nach Berufsbildungsgesetz bzw. Handwerksordnung. Die Dauer dieser Bildungsgänge geht zwischen zwei und drei Jahren Vollzeit und orientiert sich an dem Zeitraum für vergleichbare Ausbildungen im Dualen System (betriebliche Ausbildung). Der Status des Auszubildenden bleibt jedoch Schüler.
Einige Bundesländer zahlen den Schülern für die Zeit der Ausbildung eine Aufwandsentschädigung (Mobilitätszuschuss). Diese Entschädigung ist jedoch in der Regel an bestimmte Bedingungen wie zum Beispiel Anwesenheit gebunden.

###### Berufe des Gesundheitswesens
Sämtliche nichtärztliche Ausbildungen in den Berufen des deutschen Gesundheitswesens, die so genannten Gesundheitsfachberufe, sind nach den entsprechenden Vorschriften des Bundes geregelt.
Beispiele:
- Diätassistent
- Ergotherapeut
- Gesundheits- und Krankenpfleger
- Gesundheits- und Kinderkrankenpfleger
- Notfallsanitäter
- Orthoptist
- Physiotherapeut
- Podologe
- Medizinisch-technischer Radiologieassistent/Laboratoriumsassistent

#### Nach Landesrecht

##### Assistenten
Der Bildungsgang dauert zwei bis drei Jahre; Voraussetzung ist ein mittlerer Bildungsabschluss oder ein als gleichwertig anerkannter Abschluss.
In der Regel werden folgende Unterscheidungen in der Dauer gemacht:
- zwei Jahre für Ausbildungen, die nicht mit Fachhochschulreife kombiniert sind (hier kann die Fachhochschulreife anschließend (einjährig) erreicht werden („additives Modell“))
- drei Jahre bei Kombination der Fachhochschulreife mit der beruflichen Ausbildung („integratives Modell“)

Für die Assistenten gelten gesonderte Rahmenvereinbarungen der KMK (Rahmenvereinbarung über die Ausbildung und Prüfung von technischen Assistenten/technischen Assistentinnen an Berufsfachschulen, Rahmenvereinbarung über die Ausbildung und Prüfung zum kaufmännischen Assistenten/zur kaufmännischen Assistentin an Berufsfachschulen).
In der Regel dauert eine Assistenzausbildung, beispielsweise zum Staatlich geprüften kaufmännischen Assistenten für Betriebswirtschaft mit Schwerpunkt Industrie an einer Höheren Berufsfachschule, zwei Jahre in Vollzeitform. Außerdem kann zusätzlich der schulische Teil der Fachhochschulreife erlangt werden.

##### Technische Berufe
- Staatlich geprüfter Assistent für Automatisierungs- und Computertechnik
- Staatlich geprüfter Biologisch-technischer Assistent
- Staatlich geprüfter Chemisch-technischer Assistent
- Staatlich geprüfter Denkmaltechnischer Assistent
- Staatlich geprüfter Gestaltungstechnischer Assistent
- Staatlich geprüfter Industrietechnologe mit verschiedenen Schwerpunkten (wird nur an der Siemens-Technik-Akademie angeboten)
- Staatlich geprüfter Technischer Assistent für Informatik[4]
- Staatlich geprüfter Assistent für Informations- und Kommunikationstechnik
- Staatlich geprüfter Medizinisch-technischer Laboratoriumsassistent
- Staatlich geprüfter Medizinisch-technischer Radiologieassistent

##### Kaufmännische Berufe
- Staatlich geprüfter Wirtschaftsinformatiker; Ausbildung: Höhere Berufsfachschule für Wirtschaftsinformatik
- Staatlich geprüfter kaufmännischer Assistent; Ausbildung: Höhere Berufsfachschule für Wirtschaft und Sozialversicherung
- Staatlich geprüfter (Internationaler) Touristikassistent

##### Künstlerische Berufe
Die Ausbildung an einer Berufsfachschule für Musik ist nur in Bayern möglich, die Ausbildung zum Schauspieler an einer Schauspielschule. Die Ballettschule des Hamburg Ballett, die Staatliche Ballettschule Berlin und die Stuttgarter Ballettschule sind Berufsfachschulen. In München, Köln, Stuttgart, Hamburg und Osnabrück existieren mehrere Berufsfachschulen für Mediengestalter in den Ausbildungsrichtungen Bild und Ton bzw. Print und Digital (beispielsweise führen die Macromedia Hochschule für Medien und Kommunikation, Akademie U5 oder Mediadesign Hochschule diese Ausbildungsgänge im Rahmen der angegliederten Berufsfachschulen durch). Eine Schulische Ausbildung in Malerei und Illustration kann man an der Schule für Bildende Kunst und Gestaltung in Berlin absolvieren. In Hessen gibt es mit der Staatlichen Zeichenakademie Hanau eine Berufsfachschule, die Abschlüsse zum Goldschmied, Metallbildner, Silberschmied und Schmucksteinfasser vergibt. Holzbildhauer werden an Fachschulen ausgebildet. Die Aufnahme in die Fachschule für Holzbildhauer setzt den Hauptschulabschluss und 10 künstlerische Werke voraus, deren Beurteilung entscheidet über die Zulassung zur Aufnahmeprüfung.

##### Soziale Berufe
Auch die schulischen Ausbildungen im Sozialwesen sind in Deutschland landesrechtlich, teilweise auch kirchenrechtlich geregelt.
Beispiele:
- Sozialassistent/Sozialhelfer
- Heilerziehungspfleger
- Fachkraft für Pflegeassistenz[6] (vormals u. a. Fachkraft für Hauswirtschaft und Sozialpflege)
- Sozialpädagogischer Assistent/Kinderpfleger[7]
- Hauswirtschaftsassistent/Hauswirtschaftshelfer[8]
- Religions- und Gemeindepädagoge  an kirchlichen Missionsschulen zugleich Teil der Ausbildung zum Diakon/Kachet in evangelischen Kirchen[9]

### Ohne Berufsabschluss

#### Einjährige berufliche Orientierung (ohne aufbauenden Schulabschluss)
In Bundesländern mit Berufsschulpflicht wird innerhalb einer einjährigen Ausbildung eine berufliche Orientierung angeboten.

#### Berufsfachschulen: Berufliche Grundbildung und Fachoberschulreife (FOR, Mittlerer Schulabschluss)
Die Bildungsgänge der Berufsfachschule dauern, aufbauend auf dem Hauptschulabschluss, zwei Jahre und führen zu einem Mittleren Schulabschluss.
Es gibt verschiedene Fachrichtungen, wie zum Beispiel Schulen im kaufmännischen Bereich (oft auch Wirtschaftsschule genannt) oder im Bereich Ernährung und Gesundheit oder Schulen mit gewerblich-technischem Profil.
Gegebenenfalls kann die Grundbildung ganz oder teilweise auf eine nachfolgende Berufsausbildung im dualen System (nach einer Berufsgrundbildungs-Anrechnungsverordnung oder einer Berufsfachschul-Anrechnungsverordnung) angerechnet werden, das heißt, die nachfolgende Berufsausbildung verkürzt sich entsprechend. Diese Regelung wird aber aufgrund des sehr anspruchsvollen Stoffes in der Berufsschule nicht häufig angewandt.

#### Höhere Berufsfachschulen: Mit erweiterten beruflichen Kenntnissen und Fachhochschulreife
In einigen Bildungsgängen der Schulform Höhere Berufsfachschule steht neben dem Erwerb der Fachhochschulreife ein vertiefter Einblick in ein Berufsfeld im Vordergrund. Diese „erweiterten beruflichen Kenntnisse“ bieten nach dem Abschluss entweder einen qualifizierteren Einstieg in eine entsprechende, ggf. verkürzte Berufsausbildung oder sind Grundlage für die Aufnahme eines Studienganges an einer Fachhochschule oder in Ausnahmefällen auch an einer Universität.
Voraussetzung für die Aufnahme ist in der Regel ein Mittlerer Bildungsabschluss.

#### Beispiele
- Höhere Berufsfachschule für Hotelmanagement
- Höhere Berufsfachschule für Wirtschaftsinformatik

##### Vorseminar
Die „erweiterten beruflichen Kenntnisse“ bieten nach dem Abschluss einen qualifizierteren Einstieg in einen Studiengang, zum Beispiel der Erwerb der für ein Studium erforderlichen Fremdsprachenkenntnisse. Diese Art der Berufsfachschule ist auch als „Vorseminar“ bekannt.